# Жінка, що розчісує волосся
«Жінка, що розчісує волосся» (пол. Czesząca się, також відома під назвою пол. Czesząca się kobieta) — картина олією 1897 року польського художника Владислава Слевінського, що зберігається в колекції Національного музею в Кракові і вважається шедевром митця.

## Опис
На картині зображена напівоголена модель, яка сидить на ліжку боком до глядача і розчісує волосся мідного кольору. Немає єдиної думки щодо того, ким була натурниця. Це могла бути дружина художника Євгенія Шевцова або анонімна натурниця. Навпроти жінки розташоване дзеркало, в якому відбивається обличчя — відображення не жіночого, а, ймовірно, самого художника.

## Техніка
Картина виконана олією на полотні. Слевінський намагався досягти аплодисментної гармонії, зіставляючи мідно-коричневий колір волосся моделі, золотисто-білий колір її тіла та відтінки зеленого. У картині автор також використав характерну для модерну лінію спини, волосся та рук намальованої людини. Слевінський перебував під впливом художників з кола Поля Ґоґена, а Ірена Коссовська вказує, що Чешонка Сьон також зазнав впливу творчості Едґара Деґа та Анрі де Тулуз-Лотрека.

## Історія
Слевінський намалював картину у 1897 році під час свого перебування в Парижі.

Спочатку вона викликала здивування серед критиків. Один з них, під час прем'єри виставки Слевінського, писав:
«Чому рука цієї жінки є рукою з плоті та живою, попри те, що одним кольором майже зафарбована її тьмяна поверхня і проведена окружність, чого не можна знайти в „природі“? Чому її тіло ніби живе, хоча художник майже не натирав полотно фарбою?»
Антоній Потоцький, своєю чергою, висловив своє захоплення роботою Слевінського, описавши свої враження від перегляду «Чешонки» наступним чином:
«Тут на мольберті стояло велике полотно портретного формату: оголена жінка перед дзеркалом розчісує розкішну хвилю рудоволосого волосся. На неї падало характерне садове світло. Русалка в акваріумі»